# Adryana Ribeiro
Adryana Ribeiro es el sobrenombre de Adryana de Carvalho (San Pablo, 22 de octubre de 1973), una cantante y compositora brasileña.
Se hizo conocida por ser parte de la banda Adryana e a Rapaziada, con la que interpretó canciones como «Só faltava você», «Tudo passa», «Fim de noite» y «Saudade vem».

## Biografía
Adryana nació en el suburbio de Jaçanã, donde estudió canto lírico durante 5 años, además de piano y ballet. A los 16, Adryana comenzó su carrera cantando en bandas de baile locales y grabando jingles promocionales.
Dos años más tarde, en 1992, el estilista y presentador de televisión Clodovil Hernández la conoció en una fiesta y la invitó a su programa, donde hizo la primera presentación pública de su carrera a través de medio de comunicación.

### Carrera
En 1994, después de asistir a una audición para la discográfica Sony BMG Music Entertainment, el crítico musical Sérgio Cabral dijo que Ribeiro era la «nueva revelación del sertanejo». Su primer álbum, Adryana Ribeiro, contó con la participación de grandes artistas y sambistas como Martinho da Vila, Demônios da Garoa (los demonios de la garúa) y Rafael Rabelo. El material gráfico fue realizado por Elifas Andreato. Interpretó la canción «Sempre sou eu» con Luis Carlos Líder, de la banda Raça Negra, que logró buenas posiciones en las listas.
En 1997 lanzó su segundo álbum, Em busca do Sol, que contó con el apoyo de Martinho da Vila y la producción de Hyldo Hora. El álbum obtuvo críticas positivas y elogios. Pero fue recién al lado de la banda Adryana e a Rapaziada, producido por Arnaldo Saccomani, entre 2000 y 2003, que la cantante logró alcanzar el éxito y llegar a ser conocido a nivel nacional, integrando sus latidos musicales de géneros musicales como el rap, R & B, música romántica y pop.
Después de lanzar tres álbumes con el grupo, Adryana retomó su carrera en solitario, dedicándose principalmente al sertanejo, y lanzó el álbum Brilhante raro, publicado en 2005, donde apareció una de las canciones más importantes de su carrera: «Saudade vem».
En 2011 lanzó el cedé Direitos iguais, que trajo éxitos como «Eu juro» y «Ata ou desata». En este álbum participó como productora. En 2012 grabó una nueva versión de «País tropical» para la banda sonora de la telenovela Balacobaco, del canal Récord.
En 2013 se incorporó al Programa Eliana, donde participó en el cuadro Rola. Fue invitada por la editorial Arlequim para volver a grabar la canción «Taj Majal», de Jorge Ben Jor, y lanzarlo con una apariencia más moderna en Europa en febrero de 2013. La canción fue presentada en iTunes en varios países y se pasó por las radios y los clubes en España, Italia, Reino Unido y otros lugares.
En 2013 se encuentra en el estudio de grabación, preparando un nuevo álbum que incluirá otras canciones de Jorge Ben Jor.

## Discografía

### Álbumes
- 1995: Adryana Ribeiro.
- 1997: Em busca do Sol.
- 2001: Adryana e a Rapaziada.
- 2003: Love lindo.
- 2004: Stop baby.
- 2005: Brilhante raro.
- 2011: Direitos iguais.

### Singles
En solitario
- «Pedra falsa»
- «Estação São Paulo» (participan Demônios da Garoa; banda sonora de la novela A próxima vítima)
- «Faz carinho que é bom» (participa Martinho da Vila)
- «Sempre sou eu» (participa Luis Carlos)
- «Acreditar» (participa Dona Ivone Lara)
- «E agora?»
- «Garota de Ipanema» (participa Jacques Morelenbaum)
- «Este seu olhar» (tema de la introducción de la telenovela Seus olhos)
- «Saudade vem»
- «Como era antes»
- «Dois»
- «A carta»
- «O fera»
- «Ela não me quer» (participan Tche Garotos)
- «Amor na contramão»
- «Eu juro»
- «Taj Mahal»
- «País tropical» (tema de la telenovela Balacobaco, por la red Récord (2012 y 2013)

Con la banda Adryana e a Rapaziada
- «Só faltava você»
- «Tudo passa»
- «Amor pra valer»
- «Fim de noite»
- «Eu te amo»
- «Juventude»
- «Parece truque» (tema de la telenovela Pícara sonhadora, por canal SBT (2001)
- «Que misturada»
- «Pout pourri de samba rock»
- «Lembranças»
- «Quando a gente briga»